# Burzyciele chłopów
Burzyciele chłopów – lokalni przywódcy, doradcy i pełnomocnicy włościan w Królestwie Polskim w XIX w.
Burzyciele najczęściej wywodzili się z drobnej szlachty, pracującej w zawodach: nauczycieli, oficjalistów i urzędników. Organizowali opór chłopów przeciw panom, pisali skargi do władz, prowadzili sprawy włościańskie w sądach. Najbardziej znany burzyciel chłopów to Kazimierz Deczyński, autor pamiętnika „Opis życia wieśniaka polskiego”.
Burzycieli chłopów można podzielić na trzy grupy.
- pierwsza grupa to uparci chłopi występujący samorzutnie na czoło gromady chłopskiej i formujący żądania wobec dziedzica i władz
- druga grupa to doradcy chłopscy piszący im skargi i podania
- trzecia grupa bardzo nieliczna to emisariusze Towarzystwa Demokratycznego[2].